# Place François-Bertras
 (janvier 2024).
Si vous disposez d'ouvrages ou d'articles de référence ou si vous connaissez des sites web de qualité traitant du thème abordé ici, merci de compléter l'article en donnant les références utiles à sa vérifiabilité et en les liant à la section « Notes et références ».
La place François-Bertras est une place du 5e arrondissement de Lyon, en France.

## Situation
La place François-Bertras occupe l'espace situé au nord de l'église Saint-Georges. Elle est tangentée à l'ouest par la rue Saint-Georges, sert de tenant sud à la rue du Doyenné et bordée à l'est par le quai Fulchiron dont le dégagement occidental porte le nom de place Benoît-Crépu.

## Odonymie
L'ancienne place Saint-Georges rend actuellement hommage à François-Louis Bertras (1873-1945), conseiller municipal et adjoint au maire de Lyon entre 1929 et 1939. Ce nom a été attribué à la place le 2 mars 1946, par délibération municipale.

## Historique
La place occupe l'emplacement de l'ancien cimetière de la paroisse de Saint-Georges.

## Monuments
- Église Saint-Georges.

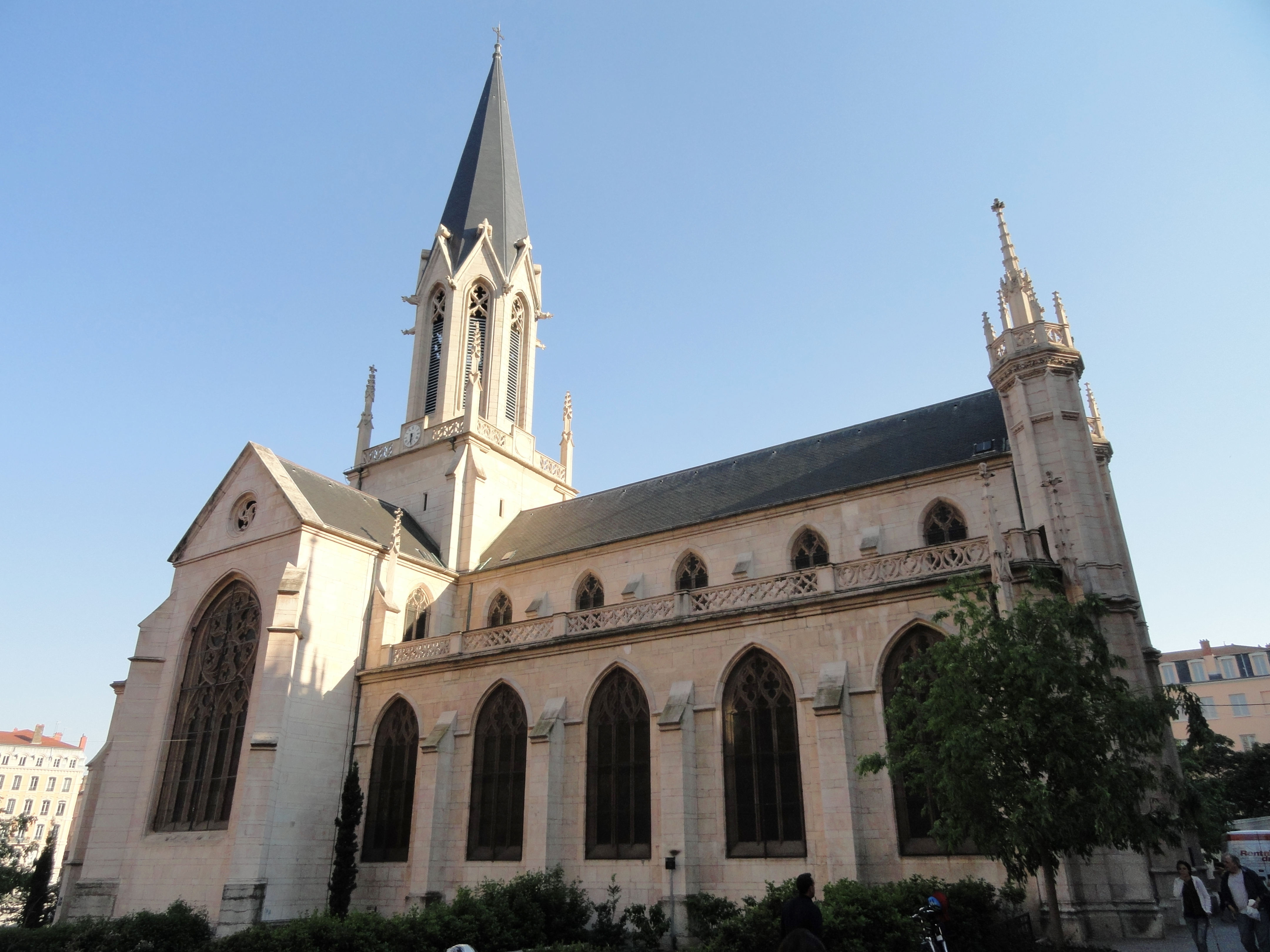
L'église Saint-Georges au sud de la place.
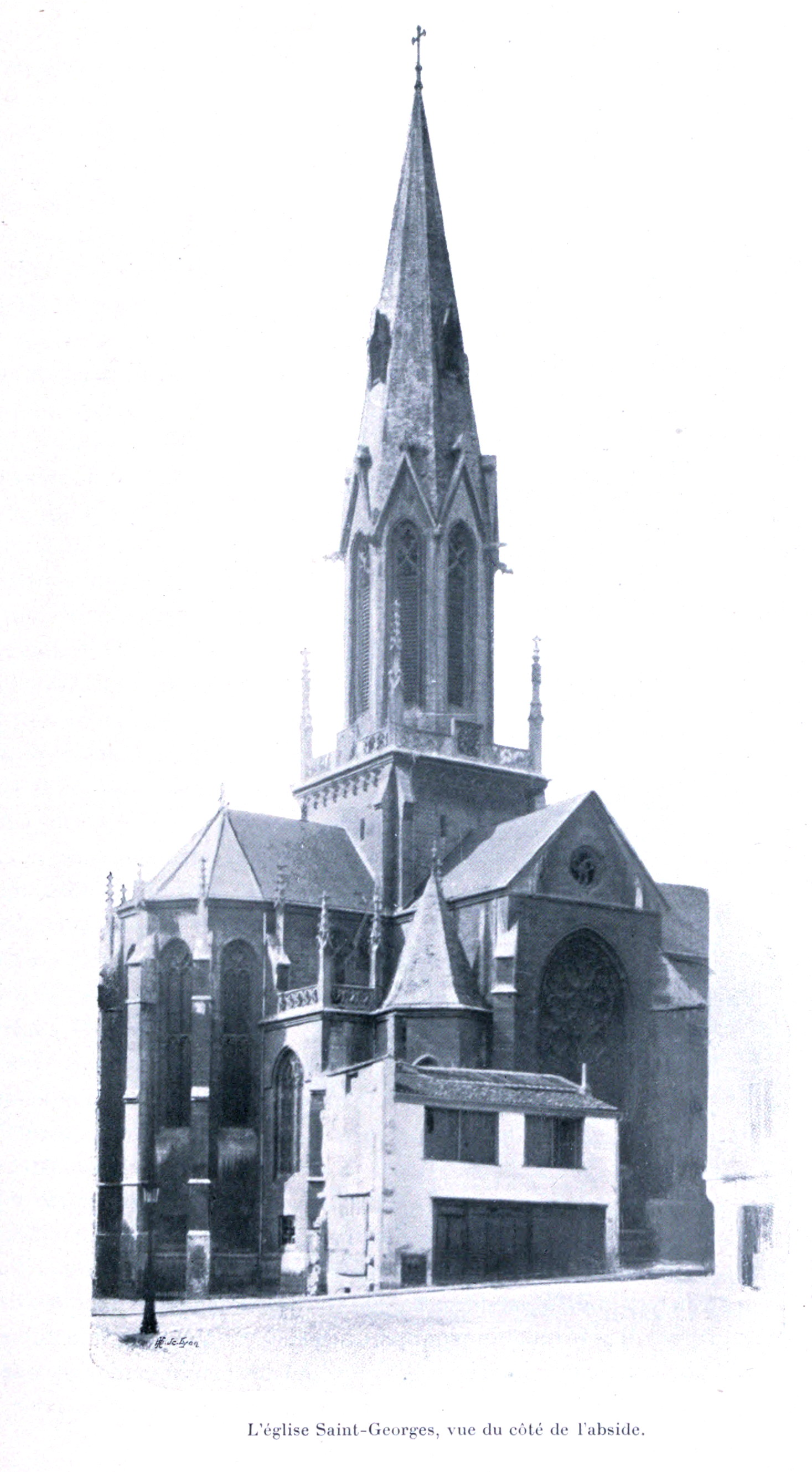
La place et l'église dans l'ouvrage de J.B. Martin, Histoire des églises et chapelles de Lyon en 1908.